# 柯氏側帶雅羅魚
柯氏側帶雅羅魚（學名：Telestes comes）為輻鰭魚綱鯉形目雅羅魚科的其中一種，分布於歐洲義大利淡水流域，生活習性不明。